# Jevhen Malyšev
Jevhen Malyšev (ukrajinsky Євген Малишев; 10. března 2002 Charkov – 1. března 2022 u Charkova) byl ukrajinský biatlonista, člen juniorské reprezentace, který padl při obraně města Charkova během ruské invaze na Ukrajinu.

## Život
Narodil se v březnu 2002.
V roce 2021 opustil národní tým a narukoval do armády. Počátkem března 2022 informovala Ukrajinská biatlonová federace o tom, že Malyšev padl v bojích při obraně Charkova.